# Ikar (Raketenoberstufe)
Ikar war eine mehrfach wiederzündbare Oberstufe der Sojus-Rakete, die zum Aussetzen mehrerer Satelliten auf unterschiedlichen Umlaufbahnen diente. Die Bezeichnung stammt von Ikarus (russisch Икар Ikar).

## Entwicklung und Einsatz
Träger der Entwicklung war das französisch-russische Konsortium Starsem. Die Ikar-Stufe wurde vom Antriebsmodul der russischen Kometa-Aufklärungssatelliten (russ. Янтарь) abgeleitet und wurde zivil genutzt um Globalstar-Satelliten zu starten. Dabei wurden 1999 bei sechs Flügen 24 Globalstar-Satelliten ins All gebracht, jeweils vier Stück pro Flug.
Wenn man die Einsätze als Antriebsmodul der Jantar-Satelliten mitrechnet, kamen Varianten der Ikar-Obertufe mehr als 170 mal zum Einsatz.
Ikar wird nicht mehr produziert und wurde ab 2000 durch die neue und leistungsfähigere Fregat-Oberstufe ersetzt. Seit 2013 wird wahlweise auch die kleinere Wolga-Oberstufe verwendet, welche Ikar technisch sehr ähnlich ist.

## Technik
Das Haupttriebwerk der Oberstufe (17D61 des Konstruktionsbüros Melnikov) hatte einen Schub von 2,94 kN und 16 Steuertriebwerke in Vierergruppen. Ikar wiegt beim Start 3160 kg und hat eine Leermasse von 820 kg. Sie hat eine Länge von 2,56 m, einen Durchmesser von 2,72 m und eine Brenndauer von 600 Sekunden. Als Treibstoff kommen UDMH und Stickstofftetroxid zum Einsatz. Ikar kann sowohl vom Kontrollzentrum gesteuert werden, als auch autonom arbeiten. Ikar kann bis zu 50 Mal wiedergezündet werden und ist somit auch zum Aussetzen von mehreren Satelliten in verschiedenen Umlaufbahnen geeignet. Die Kombination Sojus-U/Ikar hat eine Masse von 308 t und eine Höhe von 47,285 m.